# Werner Sylten

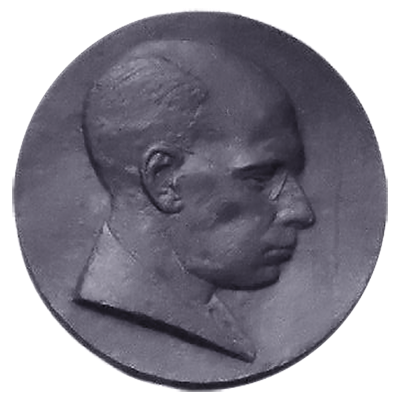
Werner Sylten

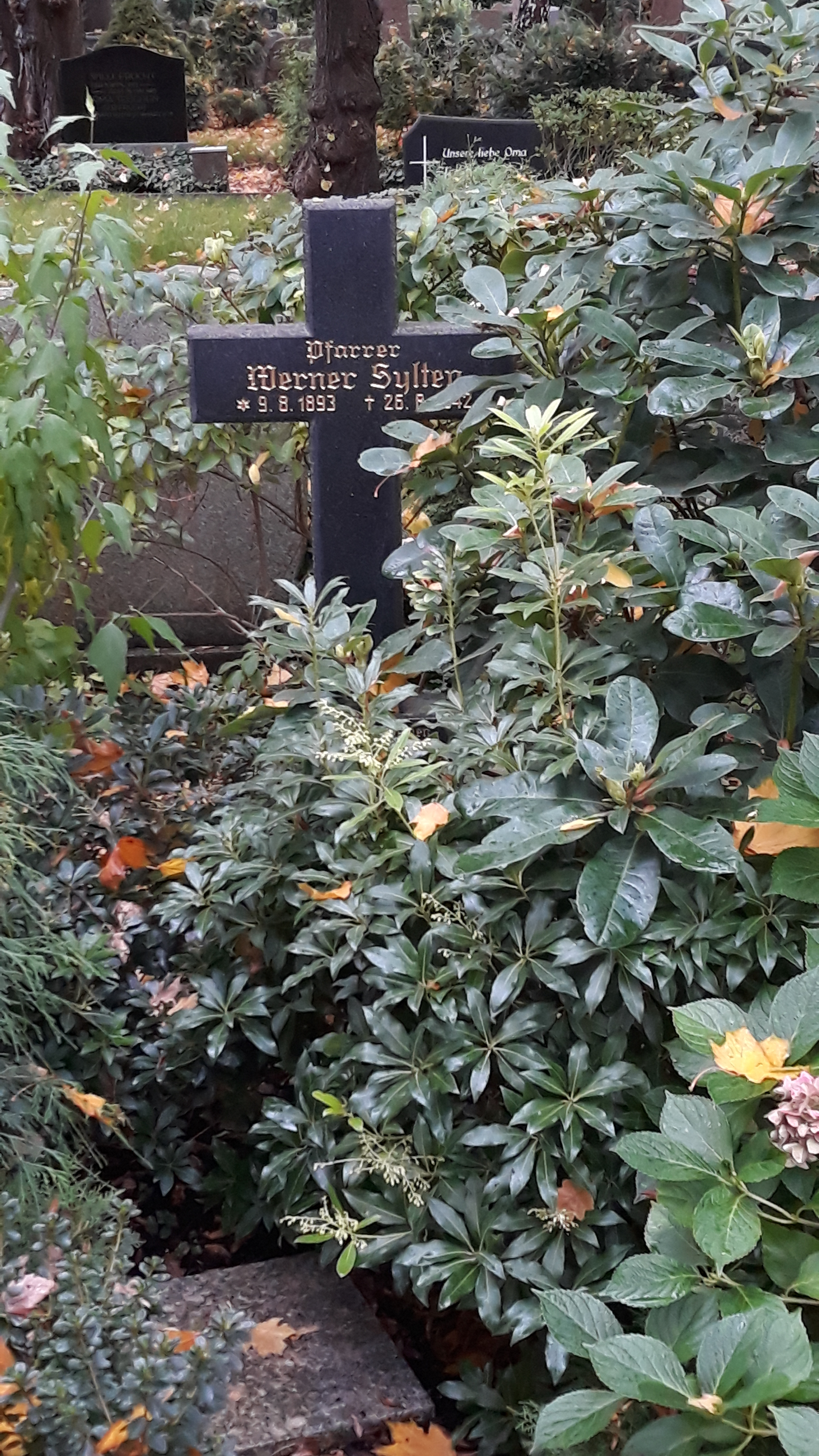
Das Grab von Werner Sylten auf dem Evangelischen Laurentius-Friedhof in Berlin-Köpenick.

Werner Sylten (* 9. August 1893 in Hergiswil am See, Kanton Nidwalden, Schweiz; † 26. August 1942 in der NS-Tötungsanstalt Hartheim in Oberösterreich) war ein evangelischer Theologe jüdischer Abstammung, Erzieher und Gegner des Nationalsozialismus. Er wurde von den Nationalsozialisten verfolgt und ermordet.

## Leben
Werner Sylten wurde als ältestes von fünf Kindern in Hergiswil geboren. Bedingt durch den Beruf des Vaters zog die Familie oft um und Sylten besuchte Schulen in Berlin, in Friedeburg bei Breslau und in Lohr am Main. Er studierte Theologie in Marburg und war Mitglied der Studentenverbindung SBV Frankonia Marburg im Schwarzburgbund. Im Studium wurde er vor allem von der Liberalen Theologie geprägt. Durch den Ersten Weltkrieg wurde sein Studium unterbrochen, da er zum Wehrdienst eingezogen wurde.
Er beendete nach dem Krieg sein Studium, ergänzt um Nationalökonomie und Sozialpädagogik, in Berlin. Nach Stellen als Jugendvikar in Göttingen und als Pastor in Hildesheim leistete Sylten ab 1925 in Thüringen kirchliche Sozialarbeit für gefährdete Jugendliche. Er arbeitete als Pfarrer in einem Erziehungsheim für Mädchen in Bad Köstritz bei Gera und reformierte das Heim so, dass es die Mädchen mit einem Berufsabschluss als Haushaltshilfe verlassen konnten, bis er 1936 wegen seiner jüdischen Abstammung aus dem Pfarrdienst entlassen wurde.
Syltens Frau Hildegard hielt dem Druck, der auf die Familie des „Halbjuden“ Sylten ausgeübt wurde, nicht stand und starb 1935 durch Suizid.
Von 1936 bis 1938 war  Sylten Geschäftsführer des Landesbruderrates der Lutherischen Bekenntnisgemeinschaft in Thüringen. Er trat dem Pfarrernotbund bei und erhielt 1939 mit Hilfe von Martin Niemöller eine Anstellung bei Pfarrer Heinrich Grüber bei der Vertrauensstelle Büro Grüber in Berlin (Kirchliche Hilfsstelle für evangelische Rassenverfolgte), wo er für die Seelsorge zuständig war. Im „Büro Grüber“ half er mit, das Leben von mehr als tausend „nichtarischen“ Christen durch Ermöglichung der Auswanderung zu retten.
Mit seiner neuen Lebensgefährtin Brunhilde Lehder und seinen Kindern wohnte Sylten in Wendenschloß in Köpenick. Nach der Verhaftung Grübers durch die Gestapo 1940 leitete Sylten das Büro weiter, bis es zwei Monate später endgültig geschlossen wurde.
Sylten wurde am 27. Februar 1941 verhaftet, ins Polizeigefängnis Alexanderplatz verbracht und schließlich in das KZ Dachau verschleppt. Er musste dort in der Landwirtschaft harte körperliche Arbeit leisten, doch er war auch im KZ weiter als Seelsorger und Vermittler tätig. Trotz Krankheit durch die Unmenschlichkeiten und Folter der KZ-Haft meldete sich Sylten nicht krank, da die Krankentransporte aus dem KZ hinaus in den sicheren Tod führten.
Nachdem Grüber ihn einmal durch Bestechung vor der Transportliste gerettet hatte, wurde er dennoch kurze Zeit später durch die Offensichtlichkeit eines eitrigen Ausschlages als krank aus dem Lager abtransportiert. Werner Sylten kam wahrscheinlich am 12. August 1942 im Rahmen der sogenannten „Aktion 14f13“ in die NS-Tötungsanstalt Hartheim im Schloss Hartheim, wo er vergast wurde. Als offizieller Todestag gilt der 26. August 1942 (Datum der Sterbeurkunde).

## Ehrungen
- Die Evangelische Kirche in Deutschland ehrt Werner Sylten mit einem Gedenktag im Evangelischen Namenskalender am 26. August.[3]
- In Bad Köstritz (Thür.) ist die Werner-Sylten-Straße nach ihm benannt.
- 1963 wurde in Berlin-Zehlendorf der Werner-Sylten-Weg nach ihm benannt.[4]
- 1977 wurde das Gemeindezentrum Werner-Sylten-Haus in Eisenach eingeweiht.
- 1979 verlieh die Gedenkstätte Yad Vashem ihm den Ehrentitel „Gerechter unter den Völkern“.[5]
- 1993 benannte die St.-Laurentius-Kirchengemeinde in Alt-Köpenick ihre Predigtstätte Kirchsaal (Köpenick Südost) in Werner-Sylten-Saal und bald darauf die Friedhofskapelle in Werner-Sylten-Kapelle.
- Vor seinem damaligen Wohnhaus Ostendorfstraße 19 in der Villenkolonie Wendenschloß wurde am 12. Dezember 2006 ein Stolperstein verlegt.[6] Ebenso erinnert seit dem 6. November 2012 ein weiterer Stolperstein vor seinem ehemaligen Wohnhaus in Gotha, Bachstraße 14 und seit dem 8. September 2014 einer am ehemaligen Mädchenheim in Bad Köstritz an ihn.[7]
- In Gotha (Thür.) ist die Werner-Sylten-Straße nach ihm benannt. In der Hausnummer 1 dieser Straße sind das Ev.-Luth. Pfarramt sowie die Versöhnungskirche angesiedelt. Eine Gedenktafel für ihn, die vorher an einem inzwischen abgerissenen Haus im Zentrum von Gotha hing, ist nun an der nördlichen Kirchenmauer zu sehen.[8]
- Die Evangelische Kirche in Mitteldeutschland verleiht seit 2018 den Werner-Sylten-Preis an Personen und Gruppierungen, die sich um den christlich-jüdischen Dialog verdient gemacht haben.[9]

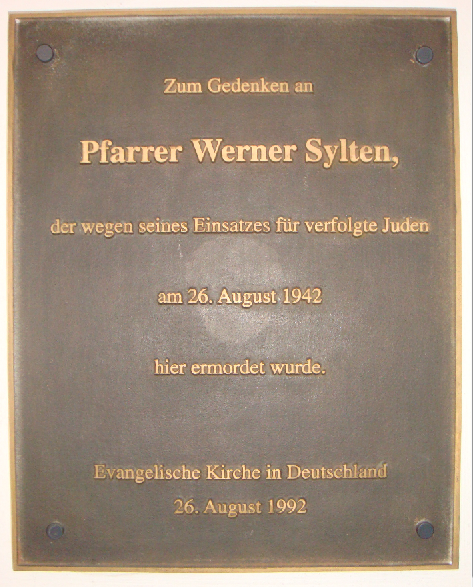
Gedenktafel der EKD im Innenhof der Tötungsanstalt Schloss Hartheim
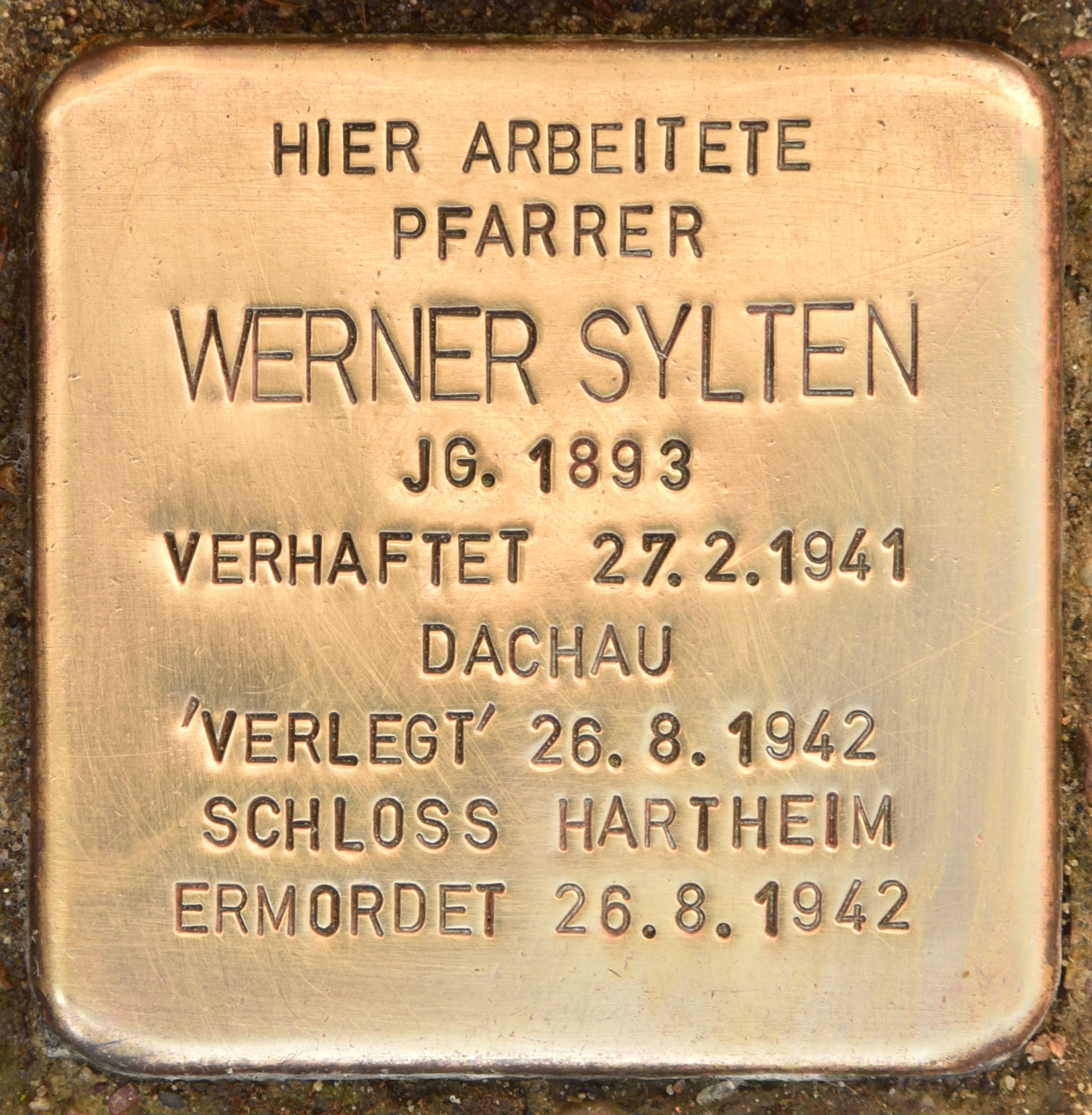
Stolperstein in Bad Köstritz
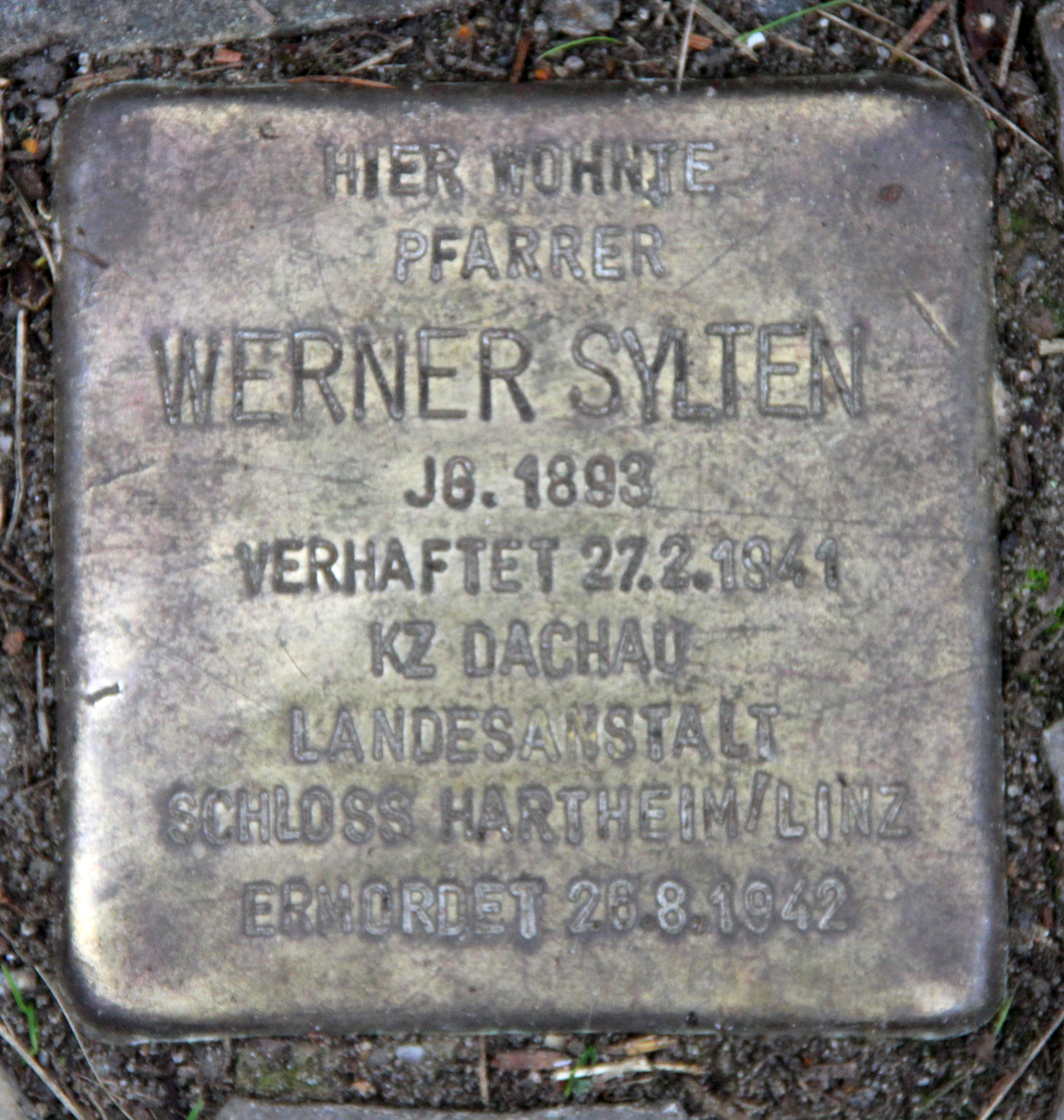
Stolperstein in Berlin-Köpenick
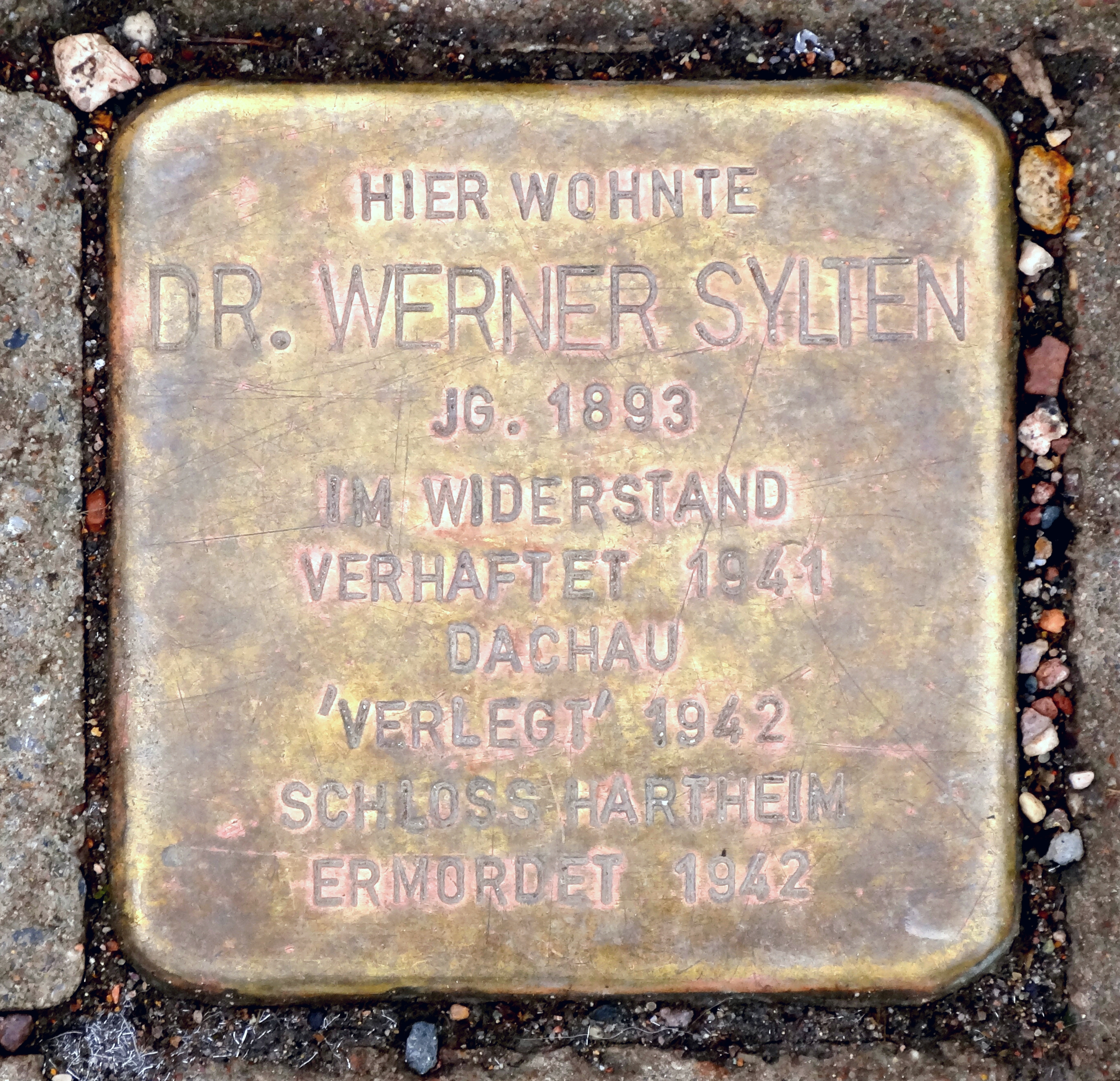
Stolperstein in Gotha
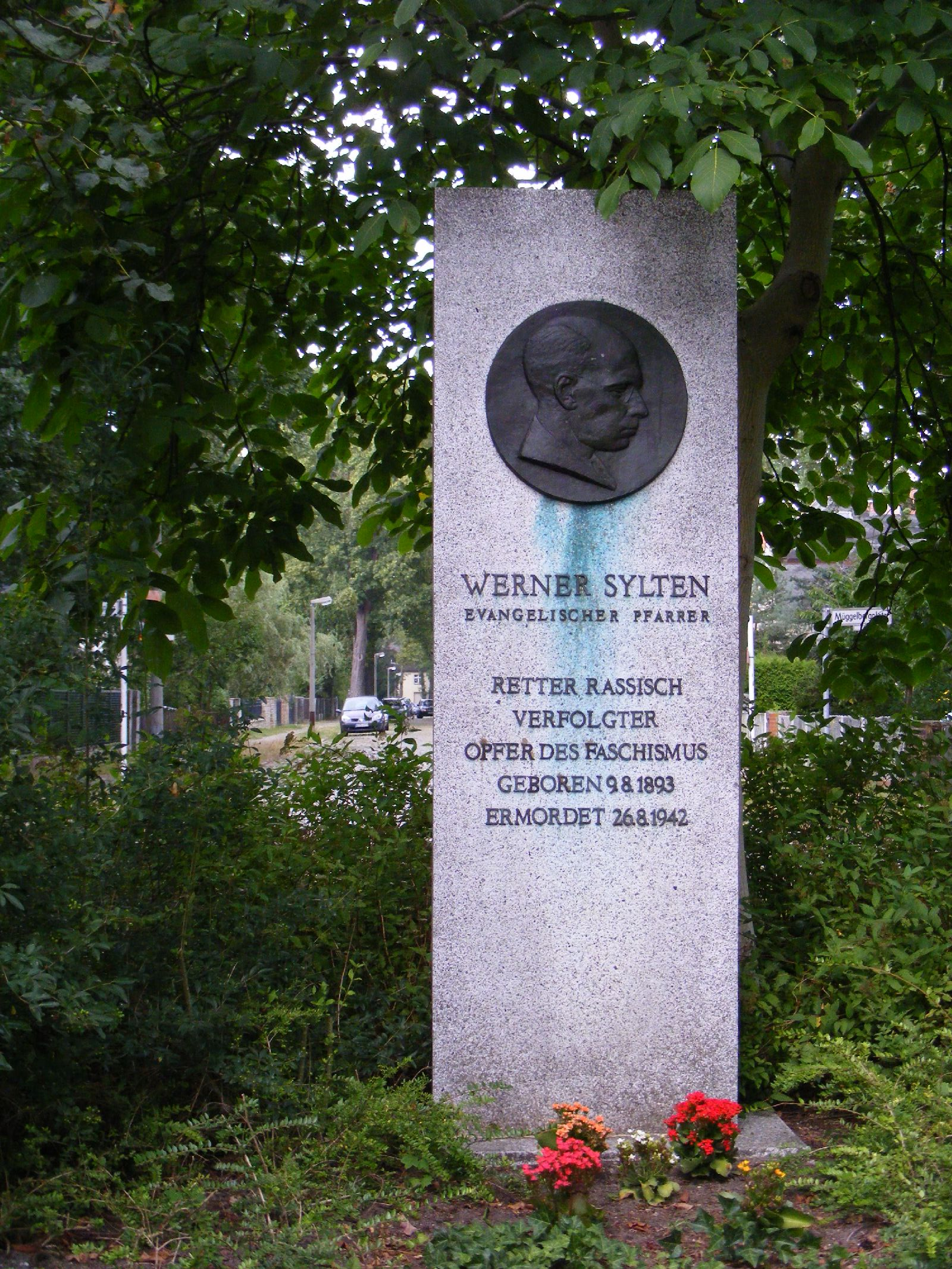
Denkmal in Wendenschloß in Berlin-Köpenick